# Astrocaryum ruizii
Espèce
Astrocaryum ruizii est une espèce de palmiers à feuilles pennées.

## Répartition et habitat
Cette espèce se rencontre, a minima, au Pérou où elle a été collectée.

## Étymologie
Son épithète spécifique, ruizii, lui a été donnée en l'honneur de Hipólito Ruiz López qui, avec José Antonio Pavón, a collecté le spécimen type au Pérou durant leur expédition de 1778-1788.